# 자칼 (래퍼)
자칼은 대한민국의 가수다. 2019년 EP [permission]으로 데뷔했다.

## 방송
- 쇼미더머니4 (2015) - Top24
- 쇼미더머니8 (2019) - Top55

## 음반
- permission (2019)
- Domino (2021)
- 1 1 1 (2021)